# ذراح (سنحان)

تعديل مصدري - تعديل

ذَرَاحْ هي إحدى قرى عزلة الربع الشرقي بمديرية سنحان وبني بهلول التابعة لمحافظة صنعاء، بلغ تعداد سكانها 200 نسمة حسب تعداد اليمن لعام 2004.
يَحدها من شمال غرب شعسان، ومن الشرق المصنعة (من قرى مديرية جحانة-خولان)، ومن الغرب سيان وشيعان (مسقط رأس المشير عبد الله السلال أول رئيس للجمهورية العربية اليمنية (اليمن الشمالي سابقاً) ومن جنوب غرب مقولة ومن الجنوب بيت الأحمر (مسقط رأس الرئيس السابق علي عبد الله صالح). ينسب لها اللواء محمد علي القاسمي، رئيس هيئة أركان الجيش والمفتش العام للقوات المسلحة سابقاً.